# Stade Moulay Hassan
Das Stade Moulay Hassan (arabisch ملعب مولاي الحسن, DMG Malʿab Mūlāy al-Ḥasan) ist ein Fußballstadion in der marokkanischen Stadt Rabat. Das Stadion besitzt eine Kapazität für 8000 Zuschauer und wurde im Jahr 2012 renoviert. Es dient als Heimspielstätte von FUS de Rabat.
Es diente zudem als eine der Spielstätten für den Afrika-Cup der Frauen 2022. Im Stadion fanden insgesamt acht Spiele, darunter ein Viertelfinale, statt.